# Sarah Meier
Pour les articles homonymes, voir Meier.
Sarah Meier est une patineuse née le 4 mai 1984 à Bülach, Suisse. Elle a été championne d'Europe en 2011 et huit fois championne nationale de Suisse.

## Biographie
Sarah Meier commence le patinage à l'âge de quatre ans sous le regard de sa mère, également patineuse, et de sa tante, Eva Fehr, qui est restée longtemps son entraineuse. Très tôt, sa carrière a été marquée par des blessures et le stress. Elle a obtenu une maturité gymnasiale en 2005.

### Saison 2005-2006
Aux championnats d'Europe de Lyon, elle termine à la quatrième place en battant son record personnel.
Elle termine à la huitième place des Jeux Olympiques d'hiver de Turin. Et, aux championnats du monde de Calgary, elle termine à la sixième place. Il s'agit de ses meilleures performances au niveau mondial.

### Saison 2006-2007
Sarah Meier remporte son premier succès international majeur lors du Grand Prix Cup of Russia à Moscou en novembre 2006 où elle prend la première place et se qualifie pour la finale du Grand Prix à Saint-Pétersbourg. Elle termine à la troisième place de la finale et remporte la médaille de bronze.
En janvier 2007, elle remporte la médaille d'argent aux Championnats d'Europe de Varsovie. C'est la deuxième patineuse suisse a remporté une médaille européenne, vingt-six ans après la victoire de Denise Biellmann aux Championnats d'Europe de Innsbruck en 1981.

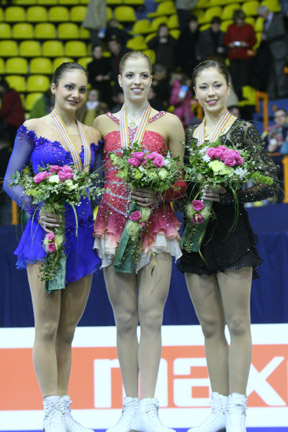
Podium Européen 2008: Sarah Meier, Carolina Kosner et Laura Lepistö

### Saison 2007-2008
En janvier 2008, elle remporte une seconde médaille d'argent aux Championnats d'Europe de Zagreb. Elle se fait devancer par sa rivale italienne, Carolina Kosner.
Elle termine à la sixième place des Championnats du monde de Gothenburg où elle réalise le meilleur résultat de sa carrière.

### Saison 2009-2010
Après une contre-performance aux JO de Vancouver 2010, quinzième avec 152,81 points, Sarah Meier a fait nettement moins bien qu’à Turin en 2006 (8e) et moins bien qu’à ses premiers Jeux à Salt Lake City en 2002 (13e).
Aux Championnats du monde de Turin, elle ne s'est pas qualifiée pour le programme libre et a terminé à la 26e place. Sarah Meier avait laissé entendre qu'elle mettrait un terme à sa carrière.

### Saison 2010-2011
Sarah Meier a décidé de terminer sa carrière lors des championnats d'Europe de janvier 2011, organisés dans son pays à Berne. Elle s'est classée 3e du programme court alors qu'elle n'avait disputé aucune compétition durant la saison 2010-2011 à cause de blessures. C'est ensuite lors du programme libre que Sarah Meier s'est élevée jusqu'au titre européen,.

## Palmarès
| Compétition                         | 1999    | 2000    | 2001    | 2002    | 2003    | 2004    | 2005    | 2006    | 2007    | 2008    | 2009    | 2010    | 2011    |  |
| Jeux olympiques d'hiver             |         |         |         | 13e     |         |         |         | 8e      |         |         |         | 15e     |         |  |
| Championnats du monde               |         |         | 12e     | F       | 19e     | 13e     | 14e     | 6e      | 7e      | 8e      | 9e      | 26e     |         |  |
| Championnats d’Europe               |         | 16e     | 5e      | 13e     | F       | 10e     | 10e     | 4e      | 2e      | 2e      | F       | 5e      | 1re     |  |
| Championnats de Suisse              | 2e      | 1re     | 1re     | F       | 1re     | F       | 1re     | 1re     | 1re     | 1re     | F       | 1re     | F       |  |
| Championnats du monde juniors       | 10e     | 3e      |         |         |         |         |         |         |         |         |         |         |         |  |
|                                     |         |         |         |         |         |         |         |         |         |         |         |         |         |  |
| Grand Prix ISU                      | 1998/99 | 1999/00 | 2000/01 | 2001/02 | 2002/03 | 2003/04 | 2004/05 | 2005/06 | 2006/07 | 2007/08 | 2008/09 | 2009/10 | 2010/11 |  |
| Finale du Grand Prix                |         |         |         |         |         |         |         |         | 3e      |         |         |         |         |  |
| Skate America                       |         |         |         |         |         |         |         |         | 4e      |         |         |         |         |  |
| Skate Canada                        |         |         |         | 5e      |         |         |         | 5e      |         |         |         | F       | F       |  |
| Coupe de Chine                      |         |         |         |         |         |         |         |         |         |         | 6e      |         |         |  |
| Trophée de France                   |         |         |         |         | 5e      |         |         |         |         | 4e      |         |         |         |  |
| Coupe de Russie                     |         |         |         |         |         |         |         |         | 1re     |         |         |         | F       |  |
| Trophée NHK                         |         |         |         |         | 7e      |         |         | 7e      |         | 2e      |         | A       |         |  |
| Légende : F = Forfait ; A = Abandon |         |         |         |         |         |         |         |         |         |         |         |         |         |  |